# Dactylorhiza × aschersoniana
Dactylorhiza × aschersoniana (Hausskn.) Borsos & Soó (1960). Es una especie de orquídeas, híbrida del cruce de las especies (Dactylorhiza incarnata × Dactylorhiza majalis), del género Dactylorhiza, de la subfamilia Orchidoideae de la familia Orchidaceae estrechamente relacionadas con el género Orchis. Se distribuye por el oeste y el centro de Europa, por el sur hasta los Pirineos. Son de hábitos terrestres y tienen tubérculos.

## Etimología
Las orquídeas obtienen su nombre del griego "orchis", que significa testículo, por la apariencia de los tubérculos subterráneos en algunas especies terrestres. La palabra 'orchis' la usó por primera vez Teofrasto (371/372 - 287/286 A.C.), en su libro "De historia plantarum" (La historia natural de las plantas ). Fue discípulo de Aristóteles y está considerado como el padre de la botánica y de la ecología.
El nombre Dactylorhiza procede de las palabras griegas "daktylos" (dedo) y "rhiza" (raíz). Esto es por la forma de los 2 tubérculos subterráneos del género. Dactylorhiza estuvo anteriormente clasificada dentro del género Orchis.
"aschersoniana" = 
Sinónimos:

- Orchis × aschersoniana Hausskn. (1885). (Basónimo)

## Hábitat
Estas orquídeas se encuentran distribuidas a lo largo del oeste y centro de Europa y por el sur hasta los Pirineos.

## Descripción
Estas orquídeas terrestres se desarrollan en suelos básicos y prados húmedos, linderos de bosques y en áreas donde la arboleda está clareando. Tienen tubérculos geófitos. En estos gruesos tallos subterráneos pueden almacenar gran cantidad de agua, que les permitan sobrevivir en condiciones de sequía. 
Poseen de 7 a 12 grandes hojas de oblongo-ovoides a elíptico-lanceoladas, moteadas de color púrpura. Desarrollan un tallo largo que alcanza una altura de 70–90 cm. Las hojas de la parte superior son más pequeñas que las hojas más bajas del tallo. 
Florecen en la primavera tardía o en principios de verano. La inflorescencia, cilíndrica, comparada con la longitud de la planta es más bien corta. Siendo un racimo compacto con unas 25-50 flores. Estas se desarrollan a partir de unos capullos axilares. Los colores predominantes son púrpuras suaves, moteados con manchas más claras que en otras especies formando el dibujo de alas de mariposa en la parte central superior del labelo. El labelo con forma trilobulada, con los lóbulos laterales dirigidos hacia atrás. 
Su sistema de polinización normalmente entomógamo, pero al estar desprovistas de néctar tienen que recurrir al mismo mecanismo de atracción que presentan otras orquídeas, como es el caso del género Orchis, que para atraer a los polinizadores las flores tienen que adquirir la apariencia de flores nectaríferas.

## Especies deDactylorhiza

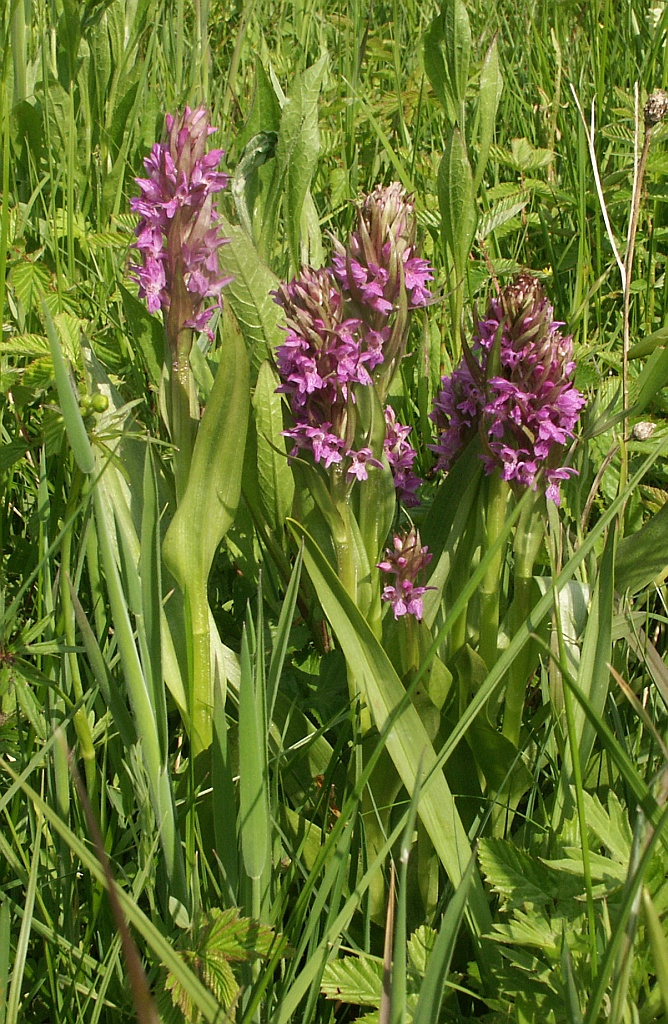
Dactylorhiza × aschersoniana, planta.

Hay muchas especies que se fertilizan de forma cruzada, dando lugar a una enorme cantidad de variaciones que complican su clasificación.
Especie tipo: Orchis umbrosa Kar. & Kir. 1842 = Dactylorhiza umbrosa (Kar. & Kir.) Nevski 1937. 
- Dactylorhiza incarnata (L.) Soó: orquídea moteada (Europa a Mongolia). 
  - Dactylorhiza incarnata var. baumgartneriana (B.Baumann, H.Baumann, R.Lorenz & Ruedi Peter) P.Delforge
  - Dactylorhiza incarnata subsp. coccinea: orquídea de principios de marzo (Gran Bretaña, Irlanda). Tubérculo geófito
  - Dactylorhiza incarnata subsp. cruenta (Europa a Turquía). Tubérculo geófito
  - Dactylorhiza incarnata subsp. gemmana (oeste de Europa). Tubérculo geófito
  - Dactylorhiza incarnata subsp. incarnata (Europa a Mongolia). Tubérculo geófito
  - Dactylorhiza incarnata nothosubsp. krylovii (oeste de Europa a Siberia). Tubérculo geófito
  - Dactylorhiza incarnata subsp. lobelii (Noruega a Holanda). Tubérculo geófito
  - Dactylorhiza incarnata subsp. ochroleuca (Europa). Tubérculo geófito
  - Dactylorhiza incarnata subsp. pulchella (Europa). Tubérculo geófito
  - Dactylorhiza incarnata nothosubsp. versicolor (Europa) Tubérculo geófito

- Dactylorhiza majalis (Rchb.) P.F.Hunt & Summerh. : orquídea de marzo de hojas anchas (Europa)
  - Dactylorhiza majalis var. brevifolia (Rchb.f.) Kreutz
  - Dactylorhiza majalis subsp. calcifugiens (Dinamarca)
  - Dactylorhiza majalis subsp. cambrensis (Costas de Gran Bretaña y Dinamarca)
  - Dactylorhiza majalis subsp. majalis (Europa). Tubérculo geófito
  - Dactylorhiza majalis subsp. occidentalis (oeste & sudoeste de Irlanda, norte de Gran Bretaña)
  - Dactylorhiza majalis subsp. parvimajalis (D.Tyteca & Gathoye) Kreutz
  - Dactylorhiza majalis subsp. purpurella: (noroeste de Europa)
  - Dactylorhiza majalis subsp. sphagnicola
  - Dactylorhiza majalis subsp. turfosa (Alpes a oeste de Carpatos) - actualmente sinónimo de Dactylorhiza traunsteineri subsp. turfosa (F.Proch.) Kreutz

## Híbridos
Nota : nothosubspecies = una subespecie híbrida; nothovarietas = subvariedad.
- - Dactylorhiza × aschersoniana nothosubsp. aschersoniana (oeste & centro de Europe). Tubérc. geófito
  - Dactylorhiza × aschersoniana nothovar. templinensis (D. incarnata subsp. ochroleuca × D. majalis) (centro de Europa). Tubérculo geófito
  - Dactylorhiza × aschersoniana nothovar. uliginosa (D. incarnata subsp.pulchella × D. majalis) (centro de Europa). Tubérculo geófito